# سيتارابين
السيتارابين، المعروف أيضا باسم الأنتاروسيتين السيتوسيني، هو دواء (علاج كيميائي) يستخدم لعلاج سرطان الدم النخاعي الحاد وسرطان الدم الليمفاوي الحاد، وسرطان الدم النقوي المزمن، و ليمفوما اللاهودجكين. ويعطى عن طريق الحقن في الوريد، تحت الجلد، أو في السائل النخاعي. هناك صيغة liposomal التي يوجد دليل مبدئي على نتائج أفضل في سرطان الغدد الليمفاوية التي تنطوي على السحايا.
تشمل الآثار الجانبية الشائعة: قمع النخاع العظمي، القيء، الإسهال، مشاكل الكبد، الطفح الجلدي، تشكيل القرحة في الفم، والنزيف. وتشمل الآثار الجانبية الخطيرة الأخرى فقدان الوعي، وأمراض الرئة، وردود الفعل التحسسية. الاستخدام خلال فترة الحمل قد يؤذي الجنين سيتارابين هو في عائلة antimetabolit و النيوكليوسايدات التناظرية من الدواء.  وهو يعمل عن طريق حجب وظيفة بوليميريز الحمض النووي.
تم تسجيل براءة اختراع [السيتارابين] في عام 1960 وتمت الموافقة على استخدامه الطبي في عام 1969.  وهو على قائمة الأدوية الأساسية لمنظمة الصحة العالمية، وهو من الأدوية الأكثر فعالية وآمنة المطلوبة في النظام الصحي تبلغ تكلفة الجملة في العالم النامي حوالي 4.27 دولار أمريكي إلى 5.70 دولار أمريكي لكل قنينة سعة 500 ميلليجرام. هذه الجرعة في المملكة المتحدة تكلف حوالي 50.00 

## الاستخدامات الطبية
يستخدم السيتارابين أساسا في علاج سرطان الدم النخاعي الحاد، وسرطان الدم الليمفاوي الحاد (ALL) وفي الأورام الليمفاوية،  حيث هو الأساس في العلاج الكيميائي الحث. ويمتلك السيتارابين أيضًا نشاطًا مضادًا للفيروسات، وقد استخدم لعلاج عدوى فيروس الهربس المعمم. ومع ذلك، فإن السيتارابين انتقائيًا جدًا في هذا الإعداد ويسبب كبت نقي العظم وغيرها من الآثار الجانبية الشديدة. لذلك، ara-C ليس من العوامل المفيدة المضادة للفيروسات في البشر بسبب انتشارها السام  وفي الواقع يستخدم بشكل رئيسي في العلاج الكيميائي للسرطانات الدموية.
يستخدم السيتارابين أيضا في دراسة الجهاز العصبي للسيطرة على تكاثر الخلايا الدبقية في الثقافات، وكمية الخلايا الدبقية التي لها تأثير مهم على الخلايا العصبية.

## الآثار الجانبية
واحدة من السميات الفريدة للسيتارابين هي سمية المخيخ عندما تعطى بجرعات عالية، مما قد يؤدي إلى ترنح. قد يسبب السيتارابين نقص المحببات وغيره من دفاعات الجسم الضعيفة، ، ونقص الصفيحات، مما قد يؤدي إلى النزف.

### السمية
نقص الكريات البيض، نقص الصفيحات، فقر الدم، اضطرابات الجهاز الهضمي، التهاب الفم، التهاب الملتحمة، التهاب الرئة، الحمى، والتهاب الجلد، الإحليل الحمرى. نادرا، تم الإبلاغ عن اعتلال النخاع بعد تناول جرعة عالية أو تعاطي داخل القشرة بشكل متكرر. 
عندما تستخدم في البروتوكولات المعينة كجرعة عالية، يمكن أن يسبب خلل في المخ والمخيخ، سمية العين، السمية الرئوية، تقرح حاد في الجهاز الهضمي والاعتلال العصبي المحيطي (نادر).
لمنع الآثار الجانبية وتحسين الكفاءة العلاجية، تم تقييم مختلف مشتقات هذه الأدوية (بما في ذلك الأحماض الأمينية، الببتيد، الأحماض الدهنية والفوسفات)، وكذلك أنظمة التسليم المختلفة . 

#### الية العمل
يجمع نبات الأنتوسينوز السيتوسيني بين قاعدة السيتوزين والسكر العربي. وهو عامل مضاد للجراثيم مع الاسم الكيميائي لـ 1β-عربين من فورانوسيلتوزين. أسفنجات معينة، حيث وجدت في الأصل، تستخدم السكريات العربية لتكوين مركب مختلف (ليس جزءا من الحمض النووي). يشبه الأرابينوزاين السيتوسي بالقدر الكافي للسيتوسين الديوكسيريبوز (Deoxycytidine) السيتوزيني البشري الذي يمكن دمجه في الحمض النووي البشري، ولكنه مختلف بدرجة كافية لدرجة أنه يقتل الخلية. يتداخل الأندوسينيد السيتوسيني مع تخليق الحمض النووي. ويرجع السبب في طريقة عملها إلى تحويلها السريع إلى ثلاثي الفوسفات العضوي السيتوسيني، الذي يدمر الحمض النووي عندما تستمر دورة الخلية في المرحلة S (تخليق الحمض النووي). وبالتالي فإن الخلايا التي تنقسم بسرعة، والتي تتطلب تكرار الحمض النووي للانقسام الفتيلي، هي الأكثر تأثراً. كما يمنع الأنتينودينوس السيتوسيني كلا من الحمض النووي  و بوليمريز الحمض النووي الريبي وإنزيمات إنزيم اختزال النوكليوتيد اللازمة لتخليق الحمض النووي. السيتارابين هو الأول من سلسلة من عقاقير السرطان التي غيرت مكون السكر في النيوكليوسيدات. أدوية السرطان الأخرى تعدل القاعدة. 
وغالبا ما يعطى السيتارابين عن طريق التسريب الوريدي المستمر، والذي يتبع التخلص ثنائي الطور - معدل التخليص الأولي يتبعه معدل أبطأ من التناظرية.  يتم نقل السيتارابين إلى الخلية في المقام الأول عن طريق hENT-1. ثم تتم عملية الفسفرة من قبل كيناز deoxycytidine وفي نهاية المطاف سيتارابين-5'-ثلاثي الفوسفات، وهو المستقلب النشط التي يتم إدخالها DNA خلال توليف الحمض النووي.
تم الإبلاغ عن عدة آليات للمقاومة.  يتم التخلص من السيتارابين بسرعة عن طريق دايمينيناز سيتينيدين في المصل إلى مشتق اليوراسيل غير النشط. يتم نزع السيتارابين -5´-أحادي الفوسفات بواسطة ديازيناز ديوكسي سي ديسايز، مما يؤدي إلى التناظرية غير المنتظمة لـ يوريدين -5´-مونوفوسفات.  Cytarabine-5´-triphosphate هو ركيزة لـ SAMDH1.  وعلاوة على ذلك، فقد تبين أن SAMHD1 تحد من فعالية فعالية سيتارابين في المرضى. 
عند استخدامه كدالة مضادة للفيروسات، تعمل سيتارابين -5 ´ ثلاثي الفوسفات عن طريق تثبيط تخليق الحمض النووي الفيروسي.  السيتارابين قادر على تثبيط فيروس الهربس وتكاثر فيروس الوقس في الخلايا خلال زراعة الأنسجة. ومع ذلك، كان العلاج سيتارابين فعالة فقط للعدوى بالفيروسات في نموذج الفئران.

## التاريخ
تم تجميع سيتارابين لأول مرة في عام 1959 من قبل ريتشارد والويك، والدن روبرتس، وتشارلز ديكر في جامعة كاليفورنيا، بيركلي. 
تمت الموافقة عليها من قبل إدارة الغذاء والدواء الأمريكية في يونيو 1969، وتم تسويقها في البداية في الولايات المتحدة من قبل Upjohn تحت الاسم التجاري Cytosar-U

## الأسماء التجارية
- Cytosar-U
- Tarabine PFS (Pfizer)
- Depocyt (longer-lasting liposomal formulation)
- AraC

## وصلات خارجية
- MedlinePlus page on cytarabine
- ADAP drugs page on cytarabine
- BC Cancer network page on cytarabine
- Chembank entry